# Colapso do World Trade Center
O colapso do World Trade Center (WTC) aconteceu a 11 de setembro de 2001, como resultado da série de ataques terroristas coordenados pela al-Qaeda, nos quais os seus aliados sequestraram quatro aviões comerciais, vindo dois deles a colidir contra o empreendimento. O primeiro desmoronamento ocorreu na Torre Sul (2 World Trade Center) às 9h59 locais, em menos de uma hora após o embate da aeronave, seguindo-se a Torre Norte (1 World Trade Center) às 10h28 (segundo o horário de Nova Iorque). Mais tarde nesse mesmo dia, a 7 World Trade Center ruiu às 17h21 devido aos fogos da primeira torre. Morreram 2 752 pessoas, incluindo todos os 157 passageiros, os tripulantes e sequestradores a bordo dos dois aviões, além de que foram causados grandes e diversos danos nos edifícios circundantes. Os detritos expelidos durante o desabamento das duas torres provocaram a destruição de mais de uma dúzia de outras estruturas adjacentes e nas proximidades.
Imediatamente após os ataques, foi formada uma equipa de especialistas em engenharia, constituída pela Sociedade Americana de Engenheiros Civis (SEI/ASCE) e Agência Federal de Gestão de Emergências (FEMA), para realizar um estudo de desempenho do edifício (BPS). Os resultados do relatório foram divulgados em maio de 2002, revelando que os impactos das aeronaves causaram "danos estruturais extensos, incluindo o colapso localizado" e que os incêndios resultantes "enfraqueceram ainda mais as estruturas de aço, o que levou ao desmoronamento total". Os responsáveis fizeram ainda recomendações para estudos de engenharia mais detalhados sobre o desastre.
Posteriormente, foi conduzida uma investigação mais aprofundada pelo National Institute of Standards and Technology (NIST), que também consultou entidades de terceiros. Finda em setembro de 2005, os investigadores que estiveram à frente da pesquisa revelaram que não encontraram nada de anormal na estrutura das torres, observando que a gravidade dos ataques e a magnitude da destruição foi além de qualquer experiência presenciada nos Estados Unidos no passado. A agência também enfatizou o papel dos incêndios e revelou que os pisos cederam para dentro das colunas do perímetro: "Isto resultou no encurvamento das colunas para o interior do perímetro e da falha da face sul do WTC 1 e da este do WTC 2, iniciando-se o colapso de cada uma das torres".
A limpeza do local prolongou-se por oito meses e envolveu várias operações, muitos empreiteiros e subempreiteiros, com custos avaliados em centenas de milhões de dólares. A demolição dos edifícios circundantes que estavam danificados continuou mesmo com a construção das novas imediações para substituir a primeira torre, One World Trade Center, que foi estruturalmente concluída em 10 de maio de 2013, após a colocação do componente final no topo do arranha-céu. De todo o empreendimento destruído, até à data, o One World Trade Center, 4 World Trade Center e 7 World Trade Center foram totalmente substituídas.

## Estrutura

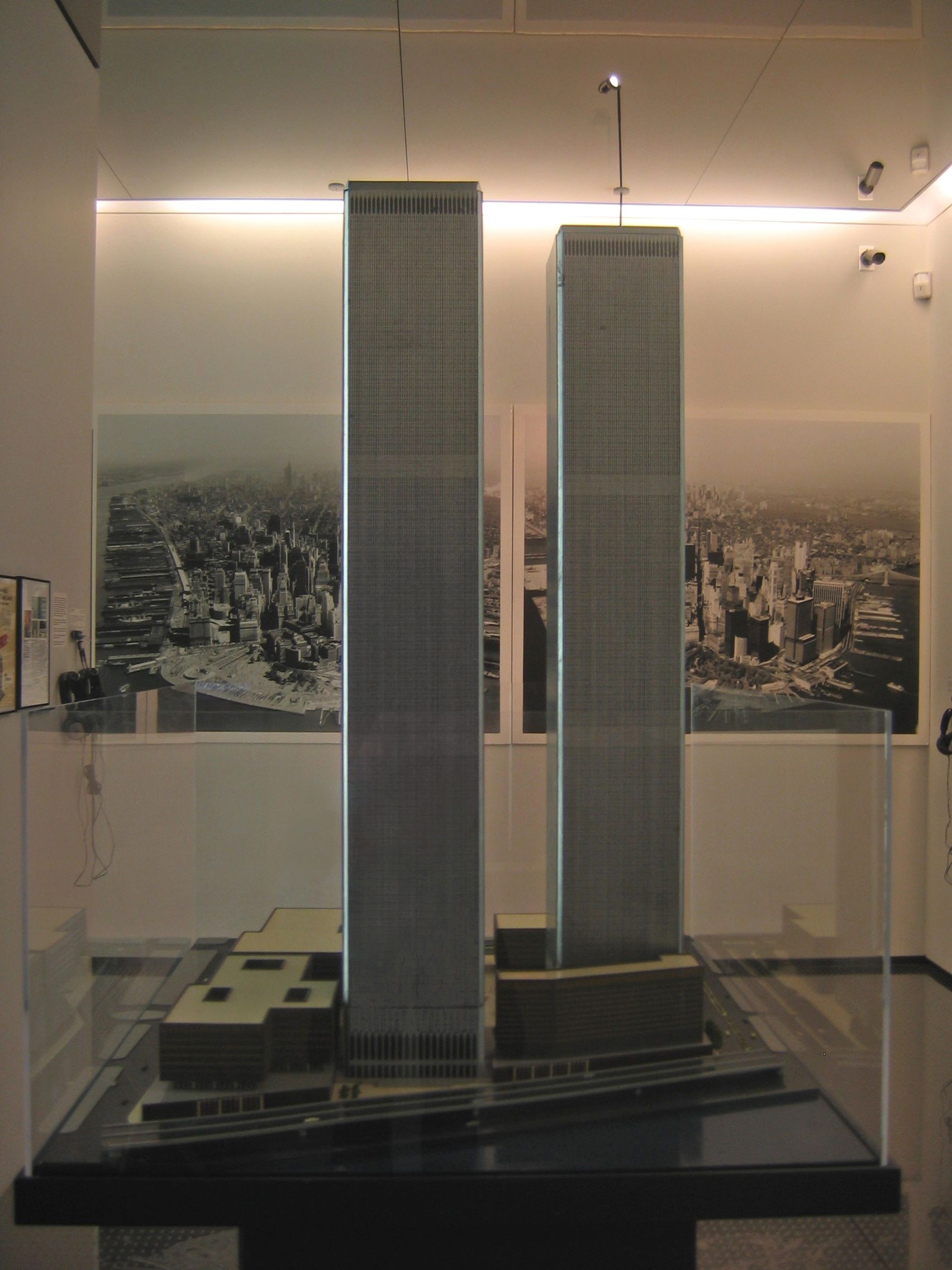
Modelo de arquitectura e engenharia original

A 20 de setembro de 1962, a Autoridade Portuária anunciou que tinha escolhido Minoru Yamasaki como arquiteto principal e Emery Roth & Sons como seus associados para conceberem os planos de construção das torres do WTC. O projeto incluiu bastantes inovações a nível estrutural na construção de arranha-céus, o que permitiu aos edifícios alcançarem novas alturas e tornarem-se nos mais altos do mundo. O conceito de estrutura tubular, introduzida anteriormente por Fazlur Khan, permitiu plantas abertas e mais espaço para alugar. O complexo utilizava um perímetro de colunas de aço, chamadas treliças, que foram espaçadas em conjunto para formar uma parede forte e rígida. Havia sessenta colunas de cada lado dos prédios, perfazendo ao todo 64 m (210 ft) de cada lado, sendo que os seus cantos eram cónicos. Este reforço foi planeado para conceder resistência aos ventos fortes que assolam a cidade de Nova Iorque. A análise estrutural de grandes porções do World Trade Center foi projetada num computador IBM 1620.
A estrutura de perímetro foi construída com o uso de extensas peças modulares pré-fabricadas, que consistiam em três colunas e três andares, ligados por placas de tímpano com amortecedores visco-elásticos. Os pisos foram projetados com 10 centímetros (cm) de rocha matriz de superfície plana e de espessura leve, colocada sob uma plataforma de aço. As treliças superiores localizadas acima do 107.º andar até ao topo dos prédios foram desenhadas para suportar uma antena de transmissão, contudo, apenas a Torre Norte possuía o dispositivo, colocado em 1978. O sistema consistiu ainda em seis vigas ao longo do eixo longitudinal do núcleo e quatro no eixo curto, permitindo alguma redistribuição de carga entre o perímetro e as colunas centrais.
Toda a estrutura do conjunto dos sete edifícios consumiu 200 mil toneladas de aço, chegando a absorver uma mão-de-obra estimada em 3 500 operários da construção civil e demorou sete anos a ficar concluída. Os pisos de todos os andares e todas as vigas de aço eram cobertas por concreto para de garantir um melhor desempenho entre os diferentes materiais e apoio numa situação de emergência que pudesse surgir.

### Preocupações com segurança contra impactos de aviões
Os engenheiros de estruturas que trabalharam no World Trade Center consideraram a possibilidade de uma aeronave vir a colidir contra o edifício. Em julho de 1945, um bombardeiro B-25 Mitchell perdeu-se no nevoeiro e bateu no 79.º andar do Empire State Building. Um ano depois, outro avião quase colidiu contra o 40 Wall Street. Leslie Robertson, um dos engenheiros principais que trabalhava no projeto do empreendimento, afirmou ter considerado pessoalmente o cenário do impacto de um avião a jato, como um Boeing 707, que poderia ser engolido pelo nevoeiro e voar a velocidades relativamente baixas, visando aterrar posteriormente no aeroporto Internacional John F. Kennedy ou no de Newark. No entanto, numa entrevista dada à BBC, Robertson afirmou o seguinte: "Com o 707, a carga de combustível não foi considerada no projeto, não sei de que outra forma pode ter sido considerada. Não fazia propriamente parte do nosso departamento fazer esse tipo de cálculos".
A NIST encontrou um white paper de três páginas que mencionava outra análise sobre o impacto de aeronaves, envolvendo o colisão de um Boeing 707 a 600 milhas por hora (970 km/h), mas a documentação original do estudo, que foi parte da análise estrutural do edifício com 1 200 páginas, foi perdida quando os escritórios da Autoridade Portuária foram destruídos no colapso da Torre Norte. Em 1993, John Skilling, também engenheiro estrutural do WTC, lembrou-se a analisar o mesmo cenário e comentou o seguinte: "A nossa análise indicou que o maior problema seria o facto de que todo o combustível (do avião) fosse escorrer para dentro do prédio. Haveria um incêndio terrível. Muita gente seria morta". "A estrutura do edifício ainda estaria lá", afirmou ainda. No seu relatório, a agência NIST afirmou que a capacidade técnica para executar uma simulação rigorosa do impacto de um avião e incêndios consequentes que se seguiram foi um desenvolvimento recente, e que tal estudo na década de 60 teria sido bastante limitado.

### Proteção contra incêndios
Foi utilizado material resistente à prova de fogo para proteger alguns elementos estruturais de aço nas torres, incluindo todas as treliças, pavimentos e vigas. O código de construção de Nova Iorque de 1968 era mais tolerante em alguns aspetos sobre a proteção contra incêndios, tais como, a permissão de três escadas de saída no WTC em vez de seis, conforme exigido pelas regras mais antigas.
Em abril de 1970, o Departamento de Recursos Aéreos de Nova Iorque ordenou que empreiteiros estudassem a opção de parar a pulverização de asbesto como um material isolante. Posteriormente a um incêndio que deflagrou por seis andares antes de ser extinto, em fevereiro de 1975, foi adicionado mais material à prova de fogo às duas torres. Após o atentado de 1993, as investigações provaram que os esforços à prova de fogo eram deficientes. A Autoridade Portuária estava em processo de substituição, mas este foi concluído em apenas dezoito andares da Torre Norte, incluindo todos os andares afetados pelo impacto e incêndios dos aviões a 11 de setembro, e treze na Torre Sul, embora apenas três destes andares (77, 78 e 85) tivessem sido diretamente abalados pela colisão da aeronave.

## 11 de setembro de 2001

Zonas de impacto nas torres 1 e 2

### Impacto dos aviões
No dia 11 de setembro de 2001, sequestradores associados a al-Qaeda assumiram o controlo de dois voos de Los Angeles no início da manhã, ambos Boeing 767, após descolarem do Aeroporto Internacional de Logan, em Boston. Nos seus momentos finais, o American Airlines Flight 11 atravessou o sul de Manhattan e foi embater a 440 milhas por hora (710 km/h) na fachada da Torre Norte do World Trade Center às 08h46, entre o 93.º e o 99.º andares. Dezessete minutos depois, o United Airlines Flight 175 aproximou-se a sudoeste, ao longo do Porto de Nova Iorque, e colidiu com a Torre Sul às 09h03 entre os pisos 77 e 85 a 540 milhas por hora (870 km/h). Além de terem perfurado várias colunas que serviam de suporte ao complexo e causarem outros danos estruturais, as explosões resultantes em cada um dos edifícios incendiaram 10 000 US-gal (37 900 l) do combustível juntamente com conteúdos de escritório. O carburante dos aviões após o impacto escorreu para um dos elevadores e explodiu no 78.º andar da primeira torre, assim como na entrada principal.

### Incêndios
A construção de natureza leve e oca permitiu que o combustível das aeronaves penetrasse a fundo nas torres, provocando diversos e grandes incêndios ao mesmo tempo numa ampla área nos pavimentos afetados pela colisão. O combustível dos aviões queimou, no máximo, durante alguns minutos, mas o conteúdo dos edifícios ardeu durante a hora ou hora e meia seguinte. Especialistas que analisaram o relatório da NIST sugeriram que os incêndios não poderiam ter sido tão centralmente posicionados como este indicava, nem mesmo tão intensos, pois havia toda uma segurança contra incêndios e impactos pensada na altura da construção dos arranha-céus. Os detritos e combustível teriam provavelmente permanecido na sua maioria fora dos edifícios ou concentrados em áreas mais periféricas longe dos núcleos de construção, que não teriam, então, tornando-se pontos únicos de falhas. Neste cenário, as torres poderiam ter permanecido intactas por muito mais tempo, talvez indefinidamente. Segundo o relatório oficial, a temperatura dos fogos estava elevada o suficiente para enfraquecer as colunas e causar a derrocada dos pisos, das colunas do perímetro interno e reduzir a sua capacidade de suportar a massa do andar acima.

### Colapso da Torre Sul
Enquanto os incêndios continuavam a deflagrar, os ocupantes presos nos andares superiores da Torre Sul providenciaram informações sobre as condições aos operadores do número de emergência 9-1-1. Às 09h37, hora local, um ocupante no 105.º piso informou que soalhos abaixo, "algo entre o 90.º-e-qualquer-coisa", tinham desmoronado. A unidade de aviação do New York City Police Department (NYPD) também transmitiu informações sobre a condição de deterioração dos edifícios aos comandantes da polícia. Apenas catorze (14) pessoas conseguiram escapar da zona de impacto na Torre Sul (incluindo um executivo do Fuji Bank, Stanley Praimnath, que afirmou ter visto o avião a vir contra ele), e apenas outras quatro dos andares acima dele. Saíram através da escada de emergência A, única que tinha ficado intacta após a colisão da aeronave com o edifício. Vários operadores na esquadra que receberam telefonemas de indivíduos dentro da Torre Sul não foram informados corretamente sobre a situação, uma vez que esta se desenrolava de forma rápida. Muitos dos profissionais disseram para ninguém descer da torre por conta própria, embora se acredite agora que a escadaria A era a passagem mais provável e razoável acima do ponto de impacto. Às 09h52, a unidade de aviação do NYPD informou por rádio que "grandes pedaços podiam estar a cair do topo do WTC 2". "Grandes peças estão penduradas lá em cima", ouvia-se nas gravações posteriormente reveladas. Após os avisos, o departamento da polícia de Nova Iorque emitiu ordens para que os seus funcionários fossem evacuados. Durante a resposta de emergência, houve uma comunicação mínima entre o NYPD, o New York City Fire Department (FDNY) e os operadores sobrecarregados do 9-1-1, que não conseguiam transmitir informações aos bombeiros que se encontravam dentro do complexo. Às 09h59, a Torre Sul desabou, cinquenta e seis minutos após ter sido atingida.

### Colapso da Torre Norte

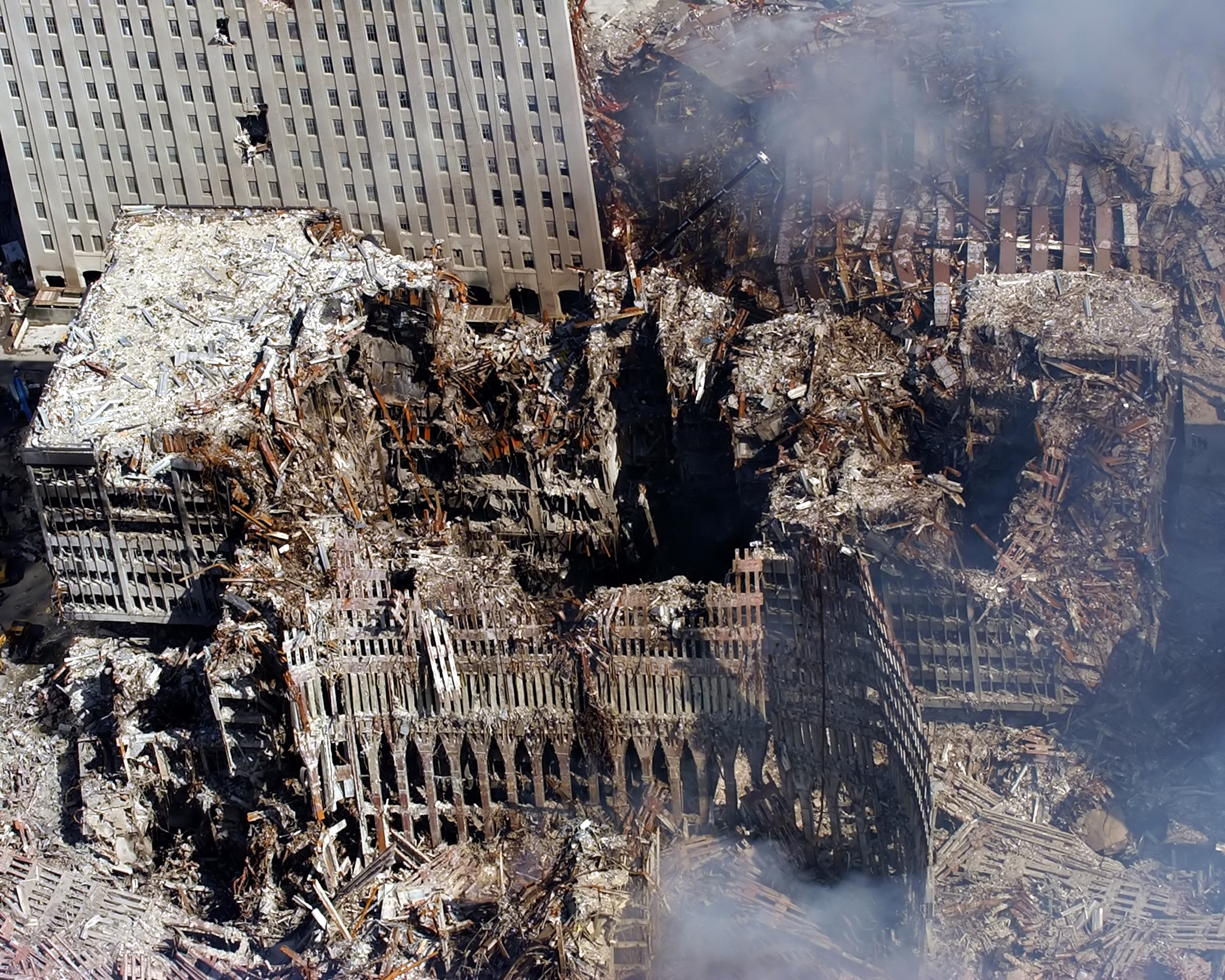
Grandes porções da camada externa da Torre Norte desabaram em cima dos restos da WTC 6, que sofreu grandes danos quando a primeira desabou

Posteriormente ao desmoronamento da Torre Sul, os helicópteros do NYPD retransmitiam informações sobre a deterioração das condições da Torre Norte. Às 10h20, a unidade de aviação informou que o topo do edifício estava a apresentar sinais de inclinação, e um minuto mais tarde, surgiram dados de que "estava a ceder para o canto sudoeste e a inclinar-se para sul". Às 10h28, os profissionais que se encontravam no espaço aéreo consideraram que o "teto poderia cair muito em breve". O colapso acabou por dar-se segundos depois, após cento e dois (102) minutos a arder.
Após o desabamento da Torre Sul, os comandantes do FDNY emitiram ordens para a Torre Norte ser evacuada. Devido aos problemas de comunicação por rádio, os bombeiros dentro das torres não ouviram tal ordem, proveniente dos seus supervisores, e não tinham conhecimento da queda do primeiro edifício. Faleceram 343 profissionais de combate ao fogo nas Torres Gémeas, como resultado do colapso dos dois prédios. Ninguém foi capaz de escapar acima da zona de impacto na Torre Norte depois de esta ter sido atingida, pois todas as escadas e entradas de elevador foram destruídas ou bloqueadas. A poeira emanada do complexo chegou até ao Empire State Building, localizado a 5 km (3,11 mi) da zona dos ataques.

### Colapso da Torre 7

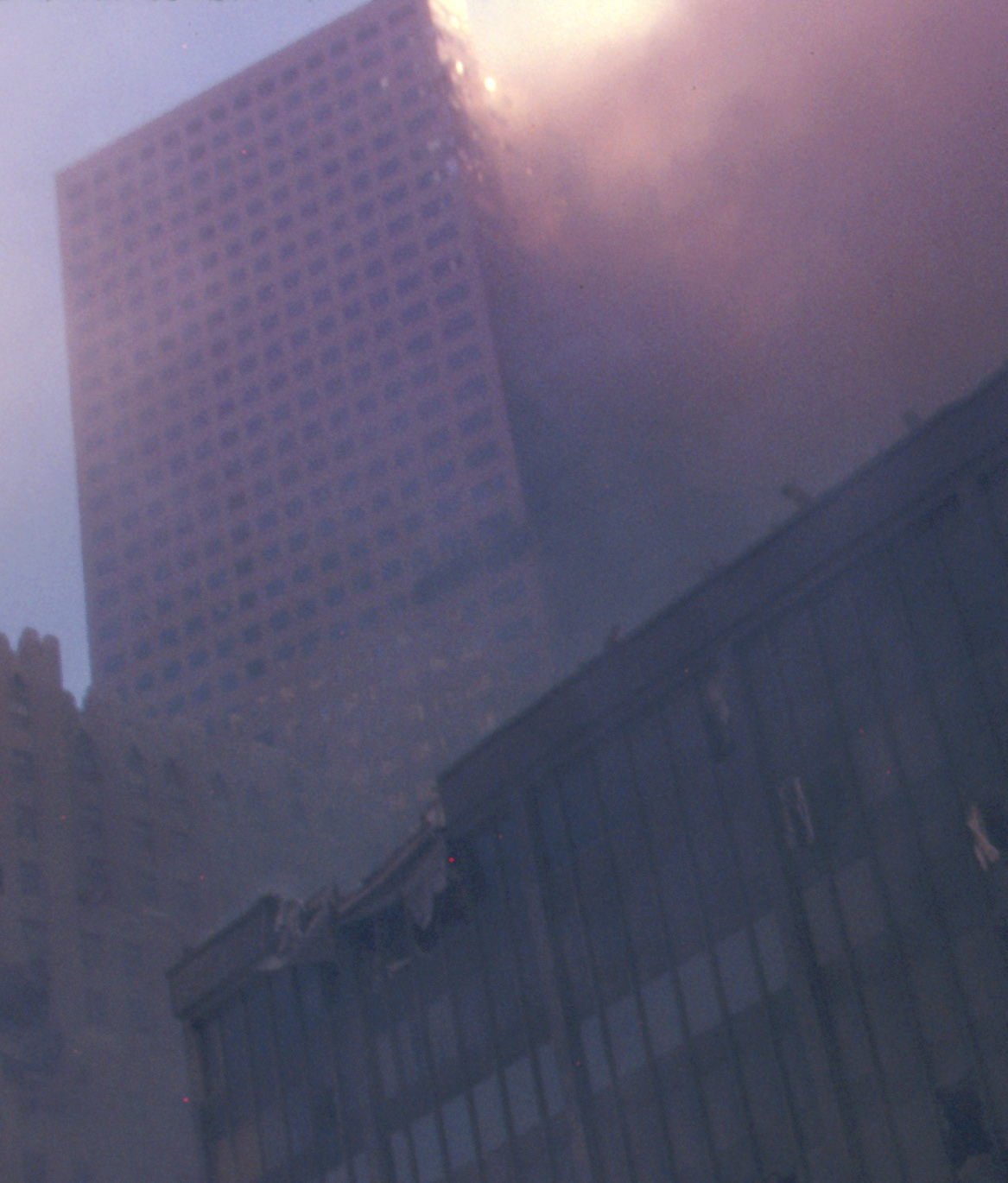
Na imagem, a Torre 7 em chamas depois do colapso das Torres Gémeas a 11 de setembro de 2001

Após o desabamento da Torre Norte, os detritos resultantes atingiram o World Trade Center 7, causando danos na fachada sul do edifício e incêndios que continuaram a deflagrar durante toda a tarde. Ocorreram danos estruturais no canto sudoeste entre os pisos 7, 17, 44 e no telhado; outro possível estrago passou por um grande corte vertical, perto do centro da face sul entre os andares 24 e 41. O prédio tinha sido equipado com aspersor de incêndios, mas foram apontadas várias vulnerabilidades para o seu fracasso: o sistema requeria iniciação manual das bombas de incêndio elétricas, ao invés de ser totalmente automático; os controlos ao nível do chão possuíam apenas uma única conexão com o aspersor; e o modelo necessitava de energia para que a bomba distribuísse a água necessária. A NIST também revelou que a pressão era baixa, com pouca ou nenhuma água para alimentar a estrutura.
Alguns bombeiros entraram na Torre 7 para buscas e extinguir pequenos focos de incêndio, mas a baixa pressão da água prejudicou os seus esforços. Durante a tarde, nos andares 11 e 12, 6–10, 13–14, 19–22 e 29–30, as chamas eram visíveis no lado este do edifício. Por volta das 14h00, os responsáveis que se encontravam perto da zona, notaram uma saliência no canto sudoeste da torre, entre os andares 10 e 13, considerando que era sinal de que estava instável e podia entrar em colapso devido aos fogos que deflagravam sem controlo até então. Uma hora depois, após vários bombeiros afirmarem terem ouvido rangidos vindos do edifício, o chefe do departamento Daniel Nigro decidiu suspender as operações de resgate, remoção de escombros e vistoria ao redor do complexo para evacuar a área, devido a preocupações com a segurança. Às 17h20min33, a obra começou a desmoronar, e um minuto e dez segundos depois, o processo estava completo, sem perdas registadas.
Quando a torre entrou em colapso, os detritos causaram danos substanciais e contaminação no Fiterman Hall, edifício pertencente à escola básica Borough of Manhattan Community College, situada junto a 30 West Broadway. O seu estado final foi dado como inaproveitável, e em agosto de 2007, foi programada a remoção dos seus restos. Um plano de revisão para a demolição foi criado em 2009, sendo que foi apontava uma possível conclusão de um novo prédio para 2012, com um custo de 325 milhões de dólares. O processo de ruína ficou completo em novembro de 2009 e o seu substituto começou a ser elaborado a 1 de dezembro do mesmo ano. O adjacente Edifício Verizon, um art déco construído em 1926, sofreu grandes danos na sua fachada a leste da World Trade Center 7, embora o seu restauro tenha sido possível com um custo de 1,4 biliões de dólares.
Além da destruição material, foram perdidos vários documentos importantes e oficiais durante a derrocada do prédio do complexo das Torres Gémeas. O escritório da Comissão de Títulos e Câmbio dos Estados Unidos, que detinha processos relativos a numerosas investigações do Wall Street, bem como outros arquivos de investigação federais, totalizando cerca de três a quatro mil casos, foram completamente destruídos. Embora alguns tenham sido copiados para outros lugares, a maioria não, especialmente aqueles classificados como confidenciais. Alguns tinham uma cópia localizada noutro ponto do país, em particular os de cariz secreto. Ficheiros relativos à participação do Citigroup no escândalo WorldCom foram perdidos. A Equal Employment Opportunity Commission estima que mais de dez mil casos foram afetados, além de arquivos de investigação no maior escritório dos Serviços Secretos, que tinha mais de duzentos funcionários, também foram arrasados durante a queda da torre. "Todas as evidências que tínhamos armazenadas, sobre todos os casos, vieram abaixo com o prédio", afirmou um agente.

### Mecânica do colapso das Torres Gémeas
Ambos os edifícios desmoronaram simetricamente e mais ou menos em linha reta, embora houvesse alguma inclinação dos topos das torres e uma quantidade significativa de precipitação nas laterais. Em ambos os casos, a zona de impacto provocada pelos aviões não resistiu, o que permitiu que os andares acima viessem a cair sobre a estrutura intacta em baixo. À medida que a derrocada ia progredindo, a poeira e os detritos resultantes foram expulsos por várias janelas de pisos abaixo da destruição enquanto esta avançava, devido à pressão de ar repentina dos níveis superiores. Os primeiros fragmentos das paredes exteriores da Torre Norte atingiram o chão onze (11) segundos após o início do colapso, e da Torre Sul, após nove (9) segundos. As porções menores dos núcleos do complexo mantiveram-se intactas apenas por vinte e cinco (25) segundos após o começo da derrocada inicial.
Embora os edifícios tivessem sido concebidos para suportar uma enorme carga estrutural, forneceram pouca resistência à massa dos pisos que se movia após o início do colapso. Os sistemas estruturais respondem de maneira muito diferente a cargas estáticas e dinâmicas e, uma vez que o movimento começou como uma queda livre através de uma altura de, pelo menos, um andar (cerca de três metros ou dez pés), a estrutura térrea foi incapaz de impedir a queda total após o seu início. De facto, segundo a NIST, uma queda de apenas meio metro (cerca de 20 polegadas) teria sido o suficiente para libertar a energia necessária para começar uma derrocada irreversível.

#### Início do colapso
Após os impactos das aeronaves nos edifícios, mas antes do seu desabamento, os núcleos consistiam em três secções distintas. Acima e abaixo dos andares de embate, os núcleos consistiam essencialmente em duas caixas rígidas; o aço desses segmentos estava intacto e não foi submetido a qualquer aquecimento significativo. No entanto, os sectores entre elas tinham sofrido danos significativos e, embora não estivessem quentes o suficiente para derretê-lo, os incêndios foram enfraquecendo o aço estrutural. Como resultado, as colunas foram esmagadas de forma lenta, sustentando a deformação e fluência plásticas do peso dos pisos acima. As colunas do perímetro e os andares foram também enfraquecidos pelo calor das fogueiras, e como o chão começou a ceder, as paredes exteriores foram empurradas para dentro. No caso da Torre Sul, isto causou a deformação da sua zona leste, e na Torre Norte, a parede posterior sul foi dobrada da mesma maneira e produziu consequências semelhantes.

#### Colapso progressivo total
A queda do World Trade Center foi denominada como "o paradigma mais infame" do colapso progressivo. Uma vez iniciada, a derrocada provocou a falha e sobrecarga da massa dos pisos abaixo, causando uma série progressiva de fendas que aceleraram a sequência à forma que progredia. De seguida, grandes porções das colunas do perímetro e, possivelmente os núcleos, ficaram sem qualquer apoio lateral, causando a sua ruína lateral e empurrada pela crescente pilha de escombros. Como resultado, as paredes separaram-se dos edifícios até uma grande distância (cerca de 500 metros em alguns casos), atingindo outras imediações vizinhas. Algumas conexões quebraram-se à medida que os parafusos saltavam, deixando muitos painéis espalhados aleatoriamente. Partes significativas dos núcleos nus (cerca de 60 da Torre Norte e 40 a sul) mantiveram-se em pé por alguns segundos antes de colapsarem totalmente.

## Opiniões e análises iniciais

Localização dos impactos na WTC 1 (direita) e 2 (esquerda)

Logo após os ataques, vários engenheiros estruturais e especialistas falaram com a imprensa, descrevendo o que achavam que poderia ter causado o colapso das torres. Hassan Astaneh, um professor de engenharia estrutural na Universidade da Califórnia em Berkeley, explicou que as altas temperaturas nos incêndios enfraqueceram as vigas e colunas de aço, fazendo com que se tornassem "suaves e sem consistência" e, eventualmente, foram incapazes de suportar a estrutura superior. Astaneh também sugeriu que a ignifugação ficou afetada durante os impactos das aeronaves. O profissional explicou ainda que, uma vez que a falha estrutural inicial ocorreu, o colapso progressivo de toda a infraestrutura era inevitável. Cesar Pelli, que projetou as Petronas Towers na Malásia e o World Financial Center em Nova Iorque, comentou que "nenhum edifício está preparado para este tipo de abalo".
A 13 de setembro de 2011, o professor de Engenharia Civil e Ciência dos Materiais Zdeněk Bažant, na Universidade Northwestern, fez circular um rascunho com resultados de uma análise simples do desmoronamento do World Trade Center. Bažant sugeriu que o calor do fogo foi um fator determinante, fazendo com que as colunas de aço, tanto no núcleo como perímetro, enfraquecessem e começassem a deformar antes de perder a sua capacidade de carga. Mais de metade das colunas de um piso em especial dobraram-se, e a estrutura acima não conseguia mais ser apoiada e acabou por ocorrer a derrocada total. Posteriormente, Bažant publicou uma versão completa de sua diagnóstico. Foram conduzidas outras análises pelos engenheiros civis do Instituto de Tecnologia de Massachusetts (MIT), Oral Buyukozturk e Franz-Josef Ulm, que descreveram a sua visão do mecanismo do 11 de setembro. Mais tarde, os profissionais contribuíram para uma coleção de relatórios sobre a queda das Torres Gémeas, editada por Eduardo Kausel e intitulada The Towers Lost and Beyond.

## Investigações
Imediatamente após a queda do complexo e as análises iniciais sobre o assunto, houve alguma confusão sobre quem tinha autoridade para levar a cabo uma investigação oficial. Embora houvesse procedimentos claros para a observação de acidentes aéreos, nenhuma agência tinha sido nomeada com antecedência para elaborar um relatório sobre a tragédia. Rapidamente, foi formada uma equipa agregada pelo Instituto de Engenheiros Estruturais da Sociedade Americana de Engenheiros Civis (ASCE), conduzida por W. Gene Corley, vice-presidente sénior do CTLGroup. Corley também envolveu o Instituto Americano de Construção de Aço (AISC), o Instituto Americano de Concreto (ACI), a Associação Nacional de Proteção contra Incêndios (NFPA) e a Sociedade de Engenheiros de Proteção contra Incêndios (SFPE) no processo. A ASCE, posteriormente, convidou a FEMA para se juntar à iniciativa, que foi concluída sob os auspícios da última.
A investigação foi criticada por alguns engenheiros e legisladores dos Estados Unidos. Alguns dos pontos negativos recaíram sobre o fraco financiamento, o facto de nenhuma autoridade para exigir provas e também o limitado acesso ao local do infortúnio. Um ponto importante da contenda no momento era que a limpeza do local do WTC tinha resultado na destruição da maior parte dos componentes de aço dos edifícios. Na verdade, quando o NIST publicou o seu relatório final, salientou "a escassez de evidências físicas" que tinham à sua disposição para investigar os colapsos. Apenas uma fração de um por cento dos edifícios permaneceram para análise após a conclusão da limpeza, sendo que cerca de 236 peças individuais de aço, apesar de 95% das chapas e vigas estruturais e 50% das barras de reforço, terem sido recuperadas.
A FEMA publicou o seu relatório em maio de 2002, enquanto que o NIST já tinha anunciado a sua intenção de investigar o colapso das torres em agosto do mesmo ano, pois um ano após o desastre houve uma crescente pressão pública para uma apuração dos acontecimentos de uma forma mais aprofundada. O Congresso aprovou o projeto de lei National Construction Safety Team em outubro de 2002, atribuindo ao instituto norte-americano a autoridade para conduzir a inquirição.

### Estudo de desempenho pela FEMA
A Agência Federal de Gestão de Emergências (FEMA) sugeriu que os incêndios, em conjunto com os danos resultantes dos impactos dos aviões, foram a chave para o colapso das Torres Gémeas. Thomas Eagar, professor de Engenharia de Materiais e de Sistemas no Instituto de Tecnologia de Massachusetts (MIT), descreveu os fogos como "a parte mais incompreendida do colapso do WTC". Segundo o profissional, a queda ocorreu porque as chamas "derreteram" inicialmente os pisos e as colunas. O combustível de jatos é essencialmente constituído por querosene, que teria servido principalmente para inflamar, mas não de uma forma excecionalmente quente, os incêndios de hidrocarbonetos. Eagar considerou ainda que "a temperatura do incêndio no WTC não era incomum, e não foi definitivamente capaz de derreter o aço". Tal evidência levou a que o professor, a FEMA e outras entidades a concentrarem-se no que parecia ser o ponto mais fraco das estruturas, nomeadamente, as zonas que permitiram o anexo dos andares ao alicerce da construção.

### Relatório do NIST

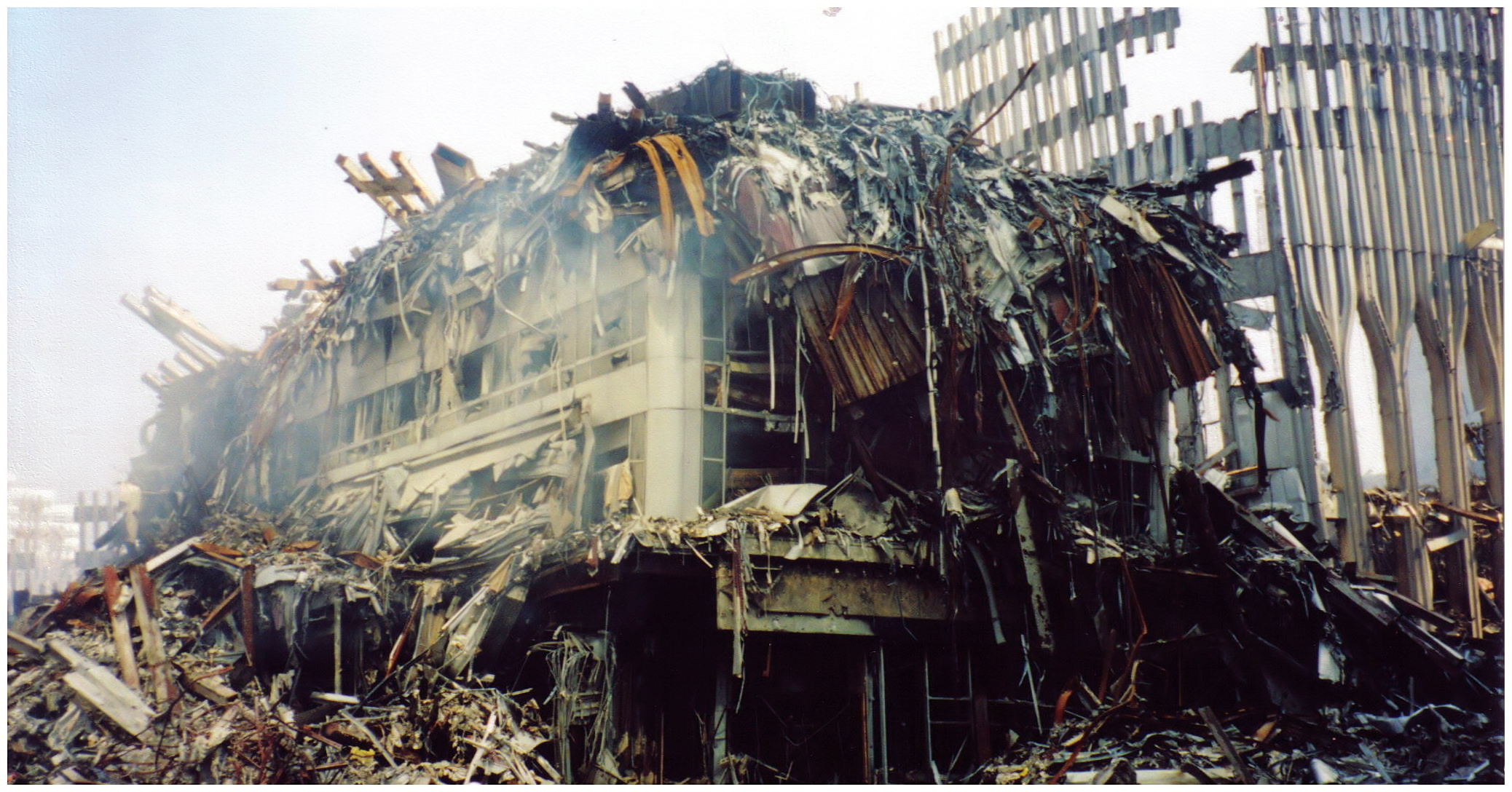
A camada externa da Torre Sul do WTC ainda está inteira (à direita). O Hotel Marriott Hotel, de 22 anos, em primeiro plano, foi esmagado quando a torre adjacente chocou contra o estabelecimento

Após a publicação das conclusões da FEMA, e seguida de pressões pelos especialistas técnicos, dos líderes da indústria e famílias das vítimas, o Departamento de Comércio do National Institute of Standards and Technology (NIST) realizou uma investigação que durou três anos e custou dezasseis (16) milhões dólares, tendo como assunto principal a falha estrutural e o colapso progressivo de várias estruturas complexas do World Trade Center. O estudo incluiu peritos técnicos do instituto, juntamente com a ajuda de diversas organizações privadas externas, incluindo a Sociedade Americana de Engenheiros Civis, Instituto Americano de Construção de Aço, a Associação Nacional de Proteção contra Incêndios, a Sociedade de Engenheiros de Proteção contra Incêndios, a Simpson Gumpertz & Heger Inc., Council on Tall Buildings and Urban Habitat e o National Council of Structural Engineers Associations.
O âmbito do inquérito levado a cabo pela NIST foi focado na identificação da "sequência dos eventos" que provocaram a derrocada, não incluindo uma análise detalhada do seu mecanismo próprio (ou seja, após os acontecimentos que tornaram a queda inevitável). Em sintonia com as preocupações da maioria dos engenheiros, o instituto focou-se nos impactos dos aviões, na propagação e efeitos dos incêndios, fazendo um modelo reconstrutivo com o programa informático de simulação dinâmica dos fluidos. A organização desenvolveu várias maquetas estruturais altamente detalhadas para sub-sistemas específicos, tais como as treliças, bem como uma figura global das torres como um todo, mas esta última com menos detalhes. Estes padrões são estáticos ou quase-estáticos, incluindo a deformação mas não o movimento dos elementos estruturais após a rutura, como fariam se fossem dinâmicos. Desta forma, as amostras do NIST são úteis para determinar como o desmoronamento foi provocado, mas não para elucidar sobre os acontecimentos posteriores.
O professor de Engenharia de Proteção contra Incêndios na Universidade de Maryland, James Quintiere, considerou que a espoliação do aço era "um erro grosseiro" que o NIST deveria ter criticado abertamente. Quintiere também observou que o relatório não tinha um cronograma físico como prova para apoiar as suas conclusões. Alguns engenheiros sugeriram que a compreensão do mecanismo de colapso podia ser melhorada através do desenvolvimento de uma sequência animada da queda das torres com base num modelo dinâmico global, e comparando-a posteriormente com a prova em vídeo do acontecimento real. Em outubro de 2005, a revista britânica New Civil Engineer criticou os modelos digitais do NIST, bem como Colin Bailey, da Universidade de Manchester, e Rober Plank, da Universidade de Sheffield, que mais tarde contactaram o instituto para que este publicasse os ficheiros de visualização da derrocada dos edifícios, a fim de comprovar a veracidade das maquetas e dos factos observados.

### 7 World Trade Center

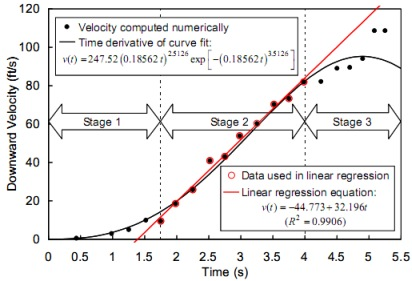
O gráfico representa a velocidade descendente do tecto (a norte) na altura que a sétima torre do complexto começou a desmoronar

Em maio de 2002, a FEMA publicou um relatório sobre o colapso com base numa investigação preliminar realizada em conjunto com o Instituto de Engenharia de Estruturas da Sociedade Americana de Engenheiros Civis, sob a liderança do Dr. W. Gene Corley. As conclusões iniciais afirmavam que queda não tinha sido causada principalmente pelos danos reais do impacto da queda das Torres Gémeas, mas sim por incêndios em várias frentes, e por sua vez, inflamados pelos detritos dos edifícios. O relatório não chegou a qualquer desfecho sobre a causa do desmoronamento e pediu uma investigação mais aprofundada.
Em resposta às preocupações e pedido da FEMA, o NIST foi autorizado a conduzir uma averiguação sobre a falha estrutural e o colapso do World Trade Center. A maior parte do processo de verificação da Torre 7 foi adiado até todos os relatos sobre a queda da Torre Norte e sul terem sido concluídos. Entretanto, o NIST apresentou uma descrição inicial sobre o World Trade Center 7, em junho de 2004, e, posteriormente, divulgou atualizações ocasionais sobre os seus descobrimentos. De acordo com o instituto, a investigação sobre a sétima torre tinha sido atrasada por um número diverso de razões, como o facto dos trabalhadores estarem focados integralmente entre junho de 2004 e setembro de 2005 nos dois edifícios principais. Em junho de 2007, o Dr. S. Shyam Sunder, responsável pela liderança das análises, explicou o seguinte: "Estamos a avançar o mais rapidamente possível, enquanto testamos e analisamos uma ampla gama de cenários para chegar à conclusão mais definitiva possível. A investigação do WTC 7 é, em alguns aspetos, tão desafiadora, se não mais, do que o estudo das próprias torres. Entretanto, o presente estudo beneficia muito com os avanços tecnológicos significativos, alcançados entretanto, e as lições aprendidas com o nosso trabalho sobre as torres".
Em novembro de 2008, o NIST revelou o seu relatório final sobre as causas da queda da Torre 7 do complexo. Este facto seguiu-se ao rascunho revelado a 21 de agosto do mesmo ano que incluiu um período para comentários públicos. Foram utilizados programas da Ansys Inc. para simular os eventos que sucederam à iniciação da queda e da LS-DYNA para construir a resposta global aos eventos iniciais. O NIST determinou que o combustível diesel não desempenhou um papel importante, nem nos danos estruturais que provocaram o colapso das duas torres nem nos elementos de transferência (treliças, vigas, marquises e saliências). Mas a falta de água para combater o incêndio foi um fator importante, pois os incêndios estiveram fora de controlo durante a tarde, causando gretas perto da coluna 79, possibilitando que se expandisse e empurrasse a viga principal e desencadeado falhas entre o oitavo e décimo quarto andares. Com a perda de apoio lateral em nove andares, a coluna principal acabou por dobrar e puxou a cobertura de leste para baixo. Com a deformação de duas colunas críticas, a queda progrediu este-oeste através do núcleo, sendo que a sobrecarga do suporte do perímetro afetou os pisos 7 e 17 e fez com que toda a construção acima colapsasse como uma unidade única. Através das medidas temporárias analisadas a partir de um vídeo da face norte do edifício, o instituto observou que a fachada exterior do prédio caiu numa aceleração de queda livre, em que os escombros chegaram a atingir os 32 metros de distância. Ficou observando que "o tempo de desmoronamento foi aproximadamente 40% mais longo do que relatado nas primeiras dezoito (18) histórias" sobre o sucedido. Os incêndios, alimentados pelos conteúdos dos escritório, juntamente com a falta de água, foram as principais razões para a ruína.
O colapso da antiga Torre 7 do World Trade Center tornou-se notável por ter sido o primeiro exemplo da história de um arranha-céus a ter caído devido a incêndios descontrolados como principal fator. Com base na sua investigação, o NIST reiterou várias recomendações que tinha feito no seu relatório anterior sobre o colapso das Torres Gémeas, e pediu ação imediata em mais uma recomendação: a resistência ao fogo devia ser avaliada sob o pressuposto de que os sistemas de prevenção não estivessem a funcionar e que os efeitos da expansão térmica nos suportes dos pisos fossem também considerados. Reconhecendo que os atuais códigos de construção são desenhados para evitar a perda de vidas ao invés de prevenir um colapso, o ponto principal das recomendações da agência fundamentava que os prédios não deviam entrar em falência a partir de fogos, mesmo que os aspersor estejam indisponíveis.

### Outras investigações
Em 2003, Asif Usmani, professor de Engenharia na Universidade de Edinburgh, publicou um artigo com outros dois colegas. A tripla concluiu provisoriamente que os incêndios, sem qualquer estrago provocado pelos aviões, poderia sozinho ter sido suficiente para derrubar os dois prédios. Na opinião destes especialistas, as torres eram especialmente vulneráveis aos efeitos das chamas que ocorreram em vários andares ao mesmo tempo. Após a divulgação do relatório do NIST, Barbara Lane, da empresa de engenharia do Reino Unido Arup Group Limited, criticou a sua conclusão em relação ao facto do dano estrutural resultante do impacto das duas aeronaves ter sido o fator determinante para a causa da queda das torres. José Luis Torero, um docente peruano da Universidade de Edinburgh, decidiu avançar com uma pesquisa para determinar os potenciais efeitos resultantes dos incêndios em arranha-céus.

## Rescaldo

### Outros edifícios
Vários prédios vizinhos também foram danificados ou destruídos quando as Torres Gémeas caíram. O WTC 5 sofreu um grande incêndio e um desabamento parcial da sua estrutura de aço. Outras construções que foram devastadas incluem a Igreja Ortodoxa Grega S. Nicolau, o Marriott World Trade Center (Marriott Hotel WTC 3), Plaza Sul (WTC 4) e a alfândega dos Estados Unidos (WTC 6). Os edifícios do World Financial Center, 90 West Street e 130 Cedar Street, foram parcialmente queimados. O Deutsche Bank Building, o Edifício Verizon e World Financial Center 3 também sofreram prejuízos com o impacto do colapso do complexo, assim como a 90 West Street. One Liberty Plaza sobreviveu apenas com danos na superfície estruturalmente intacta, mas sustentada, incluindo mesmo janelas partidas. O 30 West Broadway ficou arrasado pela queda da sétima torre, e o Deutsche Bank Building, que foi coberto por um grande preto "mortalha" das cinzas após o 11 de setembro, acabou por ser demolido por causa da água, mofo e outros estragos mais graves causados pela derrocada.

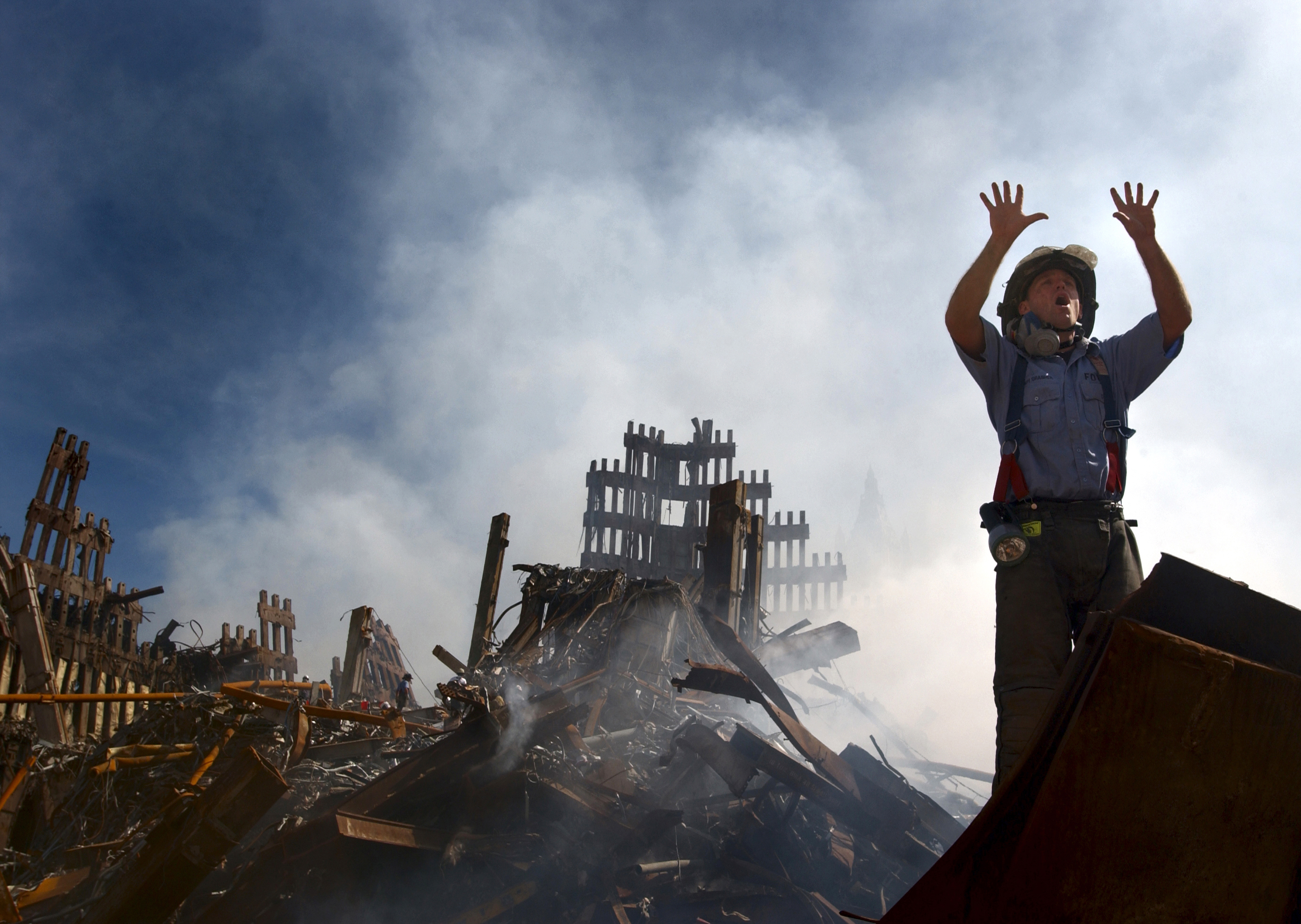
Na imagem, um bombeiro nova-iorquino pede a ajuda de mais dez membros da equipa de resgate para fazer abrir caminho nos escombros do World Trade Center.

### Limpeza
A grande operação de limpeza foi coordenada pelo Departamento de Design e Construção da Cidade de Nova Iorque. A 22 de setembro, foi entregue um plano preliminar elaborado pela empresa Controlled Demolition, Inc. (CDI) de Phoenix, em Maryland. Tratou-se de manobras com duração de 24 horas, com bastantes empreiteiros e subempreiteiros e um custo de centenas de milhões de dólares. A grande pilha de detritos deixados no local queimaram durante três meses, após resistirem às diversas tentativas de extinção do fogo, até a maioria do entulho ter sido finalmente removido do complexo. No início de novembro de 2001, com um terço dos escombros removidos, os responsáveis oficiais começaram a reduzir o número de bombeiros e polícias designados para recuperar os restos mortais das vítimas, a fim de priorizar a remoção dos destroços, medida esta que causou confrontos com bombeiros. Em 2007, a demolição dos edifícios danificados que cercavam as Torres Gémeas ainda estava em andamento, bem como a nova construção para substituir o World Trade Center, o One World Trade Center.

### Efeitos na saúde
Sete dias após o atentado, a Agência de Proteção Ambiental dos Estados Unidos (EPA) emitiu um comunicado a assegurar que o ar em Manhattan era "seguro para respirar". Contudo, as milhares de toneladas de detritos tóxicos resultantes do colapso das Torres Gémeas consistiram em mais de 2 500 contaminantes, incluindo agentes cancerígenos conhecidos. Isto conduziu a doenças debilitantes entre os trabalhadores de emergência e de resgate, que muitos afirmam serem diretamente relacionadas com a exposição de detritos. Em 2003, o inspetor geral da EPA descobriu que a agência naquela época não tinha dados suficientes para fazer tal declaração. A administração do presidente George W. Bush ordenou que a organização de proteção ambiental fizesse uma emissão de declarações tranquilizadoras sobre a qualidade do ar, no rescaldo dos ataques, citando a segurança nacional, no entanto, a EPA não respondeu ao pedido até junho de 2002.

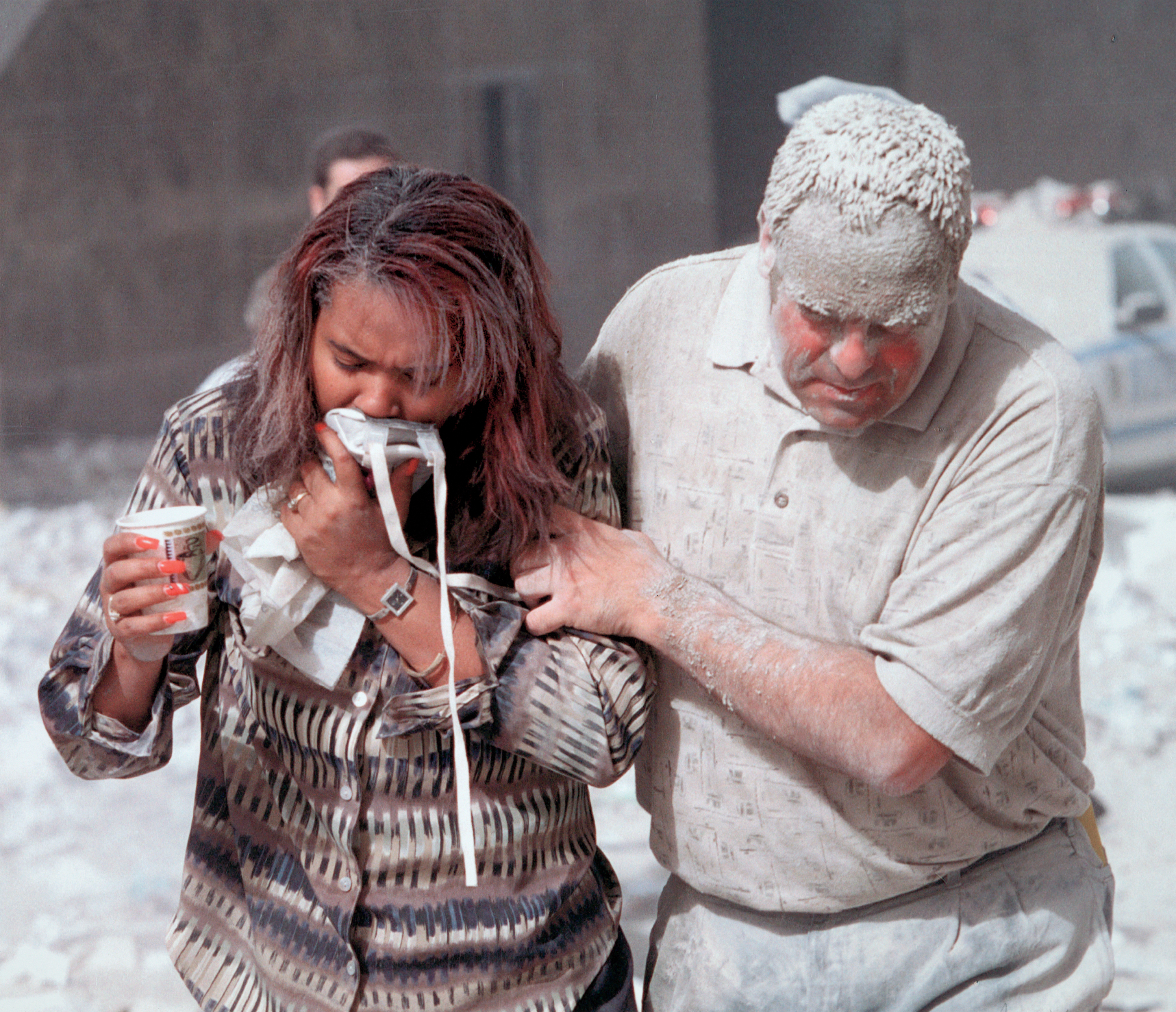
Os sobreviventes ficaram cobertos de poeira tóxica após a queda das torres

Os efeitos na saúde também se estenderam a alguns moradores, estudantes e trabalhadores nos escritórios de Lower Manhattan e cidadãos do Chinatown. Aproximadamente, dezoito (18) mil mortes foram ligadas a doenças provocadas pela poeira tóxica causada pela derrocada do World Trade Center. Existe também a especulação científica de que a exposição a vários produtos tóxicos no ar podem ter efeitos negativos no desenvolvimento fetal. Devido a este risco potencial para crianças, o centro de saúde ambiental procedeu à análise de menores cujas mães estavam grávidas durante o colapso do WTC e estavam a morar ou trabalhar perto do edifício. Um estudo feito à equipa de resgate e lançado em abril de 2010 constatou que, ao longo dos primeiros nove anos após o desastre, 27,6% sofre de asma, 42,3% tem sinusite e 39,3% de refluxo gástrico. Foram ainda diagnosticados diversos casos de depressão (27,5%) e stress pós-traumático (31,9%).
As disputas legais sobre os custos de atendimento de doenças relacionadas com os ataques ainda permanecem no sistema judicial. No dia 17 de outubro de 2006, o juiz federal Alvin Hellerstein rejeitou o pedido de Nova Iorque que se negava a arcar com os custos da saúde para os trabalhadores das equipas de resgate, resultando na abertura de vários processos contra a cidade. Os funcionários do governo norte-americano foram acusados de incitar o público a regressar a Lower Manhattan nas semanas após os ataques. Christine Todd Whitman, administradora da EPA, foi duramente criticada por afirmar incorretamente que a área dos ataques era ambientalmente segura. O então presidente autárquico, Rudolph Giuliani, viu a sua atitude ser reprovada por aliciar os trabalhadores do sector financeiro a voltar rapidamente à maior área de Wall Street. Alguns cidadãos dos Estados Unidos ficaram preocupados com a possibilidade de viajarem em aviões, sendo que grande parte começou a recorrer a automóveis. Este facto resultou em 1 595 falecimentos estimados devido ao excesso de velocidade nas autoestradas do país no ano seguinte aos atentados.